# يني شفق
يني شفق (بمعنى الشفق الجديد) هي جريدة يومية تركية. توصف بأنها قريبة من حكومة حزب العدالة والتنمية.
أطلقت اواخر سنة 2013 م نسختها العربية على موقعها الإلكتروني.

## وصلات خارجية
- يني شفق العربية

‌